# Zaburzenia erekcji
Uzasadnienie: Artykuły dotyczą tego samego zagadnienia.
Zaburzenia erekcji, ED (od ang. erectile dysfunction) – rodzaj zaburzeń seksualnych będący dysfunkcją wzwodu prącia, czyli utrwaloną (tj. występująca dłużej niż 6 miesięcy) niezdolnością do uzyskania i/lub utrzymania wzwodu (erekcji) niezbędnego do odbycia satysfakcjonującego stosunku płciowego. Od 1992 roku nie stosuje się już terminu „impotencja” na określenie tych zaburzeń ze względu na jego pejoratywny odcień i implikację nieodwracalności problemu.

## Epidemiologia
Badania nad rozpowszechnieniem ED są trudne, ponieważ problem ten wciąż dla wielu osób pozostaje tematem tabu. Szacuje się, że w Polsce na zaburzenia erekcji cierpi około 1,5 mln mężczyzn po 35. roku życia, z czego tylko około 15% zgłasza się do lekarza z prośbą o pomoc. Poza tym nie wszyscy, którzy rozpoczęli terapię, chcą ją kontynuować. Wolę taką zgłasza tylko 6,75% mężczyzn spośród tych, u których występują zaburzenia erekcji. Pozostali z różnych powodów przerywają przyjmowanie leków. Wyniki te odpowiadają tendencjom ogólnoświatowym. Ponad połowa chorych to osoby pomiędzy 40. a 60. rokiem życia. Niski poziom świadomości seksualnej sprawia, że co drugi pacjent nadal uważa, iż ED w starszym wieku, a więc w okresie andropauzy, są naturalną i nieuchronną konsekwencją procesu starzenia się i nie ma potrzeby poświęcać im należytej uwagi.
Obecnie szacuje się, że już w wieku 35 lat około 5% mężczyzn obserwuje u siebie ED o różnym nasileniu. U starszych częstość występowania tych zaburzeń wzrasta o około 10% na dekadę, a więc u mężczyzn po 60. roku życia ED występują już u ponad 50% populacji. Dotychczas najpełniejsze dane epidemiologiczne dotyczące zaburzeń erekcji uzyskano podczas badań przeprowadzonych w Stanach Zjednoczonych (MMAS – Massachusetts Male Aging Study). Według tych danych aż u 52% mężczyzn w wieku 40–70 lat stwierdzono różne zaburzenia erekcji, od minimalnych (10%) przez umiarkowane (25%) do całkowitej impotencji (10%). Częstość ich występowania ściśle korelowała z wiekiem mężczyzn.
Wniosek ten potwierdzają również badania Brauna i wsp., gdzie zaburzenia erekcji stwierdzono u 2,3% badanych pomiędzy 30. a 39. rokiem życia, ale w grupie wiekowej 70–80 lat już u 53% mężczyzn poddanych badaniu. Obniżenie jakości życia seksualnego związanego z ED i potrzebę leczenia najczęściej (14,3%) zgłaszali mężczyźni w wieku 60–69 lat – w tej subpopulacji ED stwierdzono u 34,4% badanych. W badaniu Brauna i wsp. czynnikiem ryzyka występowania zaburzeń erekcji okazał się więc wiek – mężczyźni w 8 dekadzie życia byli ponad 22-krotnie bardziej narażeni na wystąpienie ED niż mężczyźni w 4. dekadzie życia.

## Etiologia
Do przyczyn zaburzeń erekcji zalicza się wiele czynników, w tym głównie:
- zaburzenia hormonalne (zwłaszcza andropauza u starszych mężczyzn, czyli zmniejszenie syntezy testosteronu i androgenów nadnerczowych (DHEAS) w wyniku starzenia. Objawy andropauzy obserwuje się u 20–30% mężczyzn po 65. roku życia[7]. Niedobór androgenów wywiera niekorzystny wpływ na sferę psychiczną, zmniejszając libido i pogarszając samopoczucie, a metabolicznie prowadzi do progresji zmian miażdżycowych, pogorszenia funkcji śródbłonka, zmniejszenia syntezy tlenku azotu (NO) i pogorszenia podatności naczyniowej)[8]

- choroby przewlekłe – głównie cukrzyca[9] (15% chorych w wieku 30 lat, 60% chorych w wieku 60 lat i 90% chorych z cukrzycą po 70. roku życia ma zaburzenia erekcji)[2], ale i miażdżyca, niewydolność nerek, niewydolność wątroby, stwardnienie rozsiane, choroby układu krążenia (40–80% mężczyzn z chorobą wieńcową i 15% z nadciśnieniem tętniczym ma ED)[4]
- zmiany naczyniowe (np. niedrożność naczyń krwionośnych wskutek postępujących zmian miażdżycowych czy uszkodzenie nerwów erekcyjnych i naczyń krwionośnych dostarczających krew do prącia – tzw. impotencja naczyniowa towarzysząca cukrzycy)
- choroby gruczołu krokowego u starszych mężczyzn – u 50% mężczyzn z objawami ze strony dolnych dróg moczowych (LUTS) lub łagodnym rozrostem gruczołu krokowego (BPH) w 60% przypadków dochodzi do zaburzeń erekcji. ED stwierdza się również u około 25% chorych na raka ograniczonego do stercza i u 12% mężczyzn poddanych elektroresekcji przezcewkowej gruczolaka stercza (TURP)[4]
- przyjmowanie niektórych leków i innych substancji (leki hipotensyjne, leki przeciwdepresyjne, leki uspokajające, antagonisty receptora H2, niesteroidowe leki przeciwzapalne, hormony, analogi gonadoliberyny, antagonisty 5-alfa reduktazy)
- urazy kręgosłupa i rdzenia kręgowego, w którym znajduje się ośrodek erekcji
- nadużywanie alkoholu, przyjmowanie narkotyków, palenie papierosów
- czynniki psychogenne (ciężkie zaburzenia psychiczne, depresja, stany nadmiernego stresu i niepokoju)
- patologie funkcji prącia wskutek starzenia organizmu zmniejszające zdolność do erekcji (np. zmniejszenie zawartości kolagenu i włókien elastycznych w błonie białawej, zmiany niedokrwienne w mikrokrążeniu, spadek potencjału metabolicznego syntezy NO w komórkach śródbłonka).

### Zaburzenia erekcji jako wczesny objaw chorób układu krążenia
Zaburzenia erekcji mogą występować u mężczyzn z bezobjawową (utajoną) chorobą układu sercowo-naczyniowego i stanowić wczesny marker m.in. choroby wieńcowej.
Na podstawie badań epidemiologicznych ustalono, że ED poprzedzają objawy choroby wieńcowej serca o około 2–5 lat.
Dlatego zaburzenia erekcji zostały uznane za czynnik ryzyka chorób układu krążenia u mężczyzn. Siła predykcyjna tego czynnika ryzyka jest szczególnie duża i przydatna u mężczyzn w wieku poniżej 40. roku życia.
Ryzyko wystąpienia ostrego zespołu wieńcowego lub zaburzeń krążenia w tętnicach obwodowych rośnie z nasileniem objawów ED.
Badania na populacji australijskiej wykazały, że ryzyko wystąpienia choroby serca u mężczyzn poniżej 40. roku życia rośnie 7-krotnie jeśli zgłaszali wcześniejsze zaburzenia erekcji.

## Diagnostyka
W diagnostyce zaburzeń erekcji, od której zależy dobór odpowiedniej metody leczenia, oprócz wnikliwego wywiadu z pacjentem wykorzystuje się również:
- badania laboratoryjne
  - morfologia krwi i badanie moczu
  - badanie poziomu cukru we krwi – w celu wykluczenia cukrzycy
  - transaminazy ALT, AST, GGTP – wysoki poziom tych enzymów wątrobowych może świadczyć o uszkodzeniu wątroby, co przekłada się na zaburzenia hormonalne
  - mocznik i kreatynina – w celu wykluczenia choroby nerek będącej na przykład powikłaniem cukrzycy
  - cholesterol, frakcje lipidowe, trójglicerydy – w celu wykluczenia miażdżycy
- oznaczenie poziomu hormonów we krwi
  - testosteron
  - prolaktyna
  - FSH, TSH, LH
  - swoisty antygen sterczowy PSA – w celu wykluczenia chorób gruczołu krokowego
- konsultację urologiczną
  - badanie okolic genitalnych – służy ocenie wyglądu i funkcji narządów płciowych (małe jądra czy nieprawidłowe owłosienie mogą sugerować zmiany hormonalne)
  - badanie per rectum – palpacyjne badanie odbytnicy celem oceny stanu gruczołu krokowego (prostaty) i wykluczenia jego przerostu
- diagnostykę obrazową
  - tomografia komputerowa naczyń jamy brzusznej i miednicy (tzw. angio TK) – służy ocenie obrazu układu naczyniowego odpowiedzialnego za doprowadzanie krwi do narządów płciowych
- konsultację psychologiczną – służy ocenie ciężkości zaburzenia i jego wpływu na codzienne życie; opiera się na kwestionariuszach medycznych dotyczących ED oraz dokładnym wywiadzie odnośnie do życia seksualnego pacjenta z naciskiem na aspekty psychologiczne i środowiskowe
- konsultację seksuologiczną – oparty na dokładnym wywiadzie z pacjentem o problemach z erekcją z wykorzystaniem chociażby pytań o przyjmowane leki czy choroby w rodzinie.

## Leczenie

### Psychoterapia
Psychoterapia jest nieodzownym elementem leczenia zaburzeń erekcji u osób z etiologią psychogenną, które stanowią do 20% wszystkich przypadków ED. Jej celem jest przede wszystkim uświadomienie partnerom istoty problemu i wyjaśnienie, że ED jest często zjawiskiem naturalnie postępujące wraz z wiekiem i możliwym do leczenia. U pacjentów z chorobami przewlekłymi ważne jest położenie nacisku na fakt, że zaburzenia erekcji nie są u nich związane z procesem starzenia, ale objawem choroby (np. cukrzycy). Systematyczne i skuteczne ich leczenie może przyczynić się do ustąpienia lub zmniejszenia zaburzeń erekcji.

### Farmakoterapia
W leczeniu zaburzeń erekcji, zależnie od stwierdzonej przyczyny dysfunkcji, stosuje się:
- preparaty testosteronu – służą wyrównaniu poziomu testosteronu, szczególnie u starszych mężczyzn, co korzystnie wpływa na libido. Terapia skutkuje zwiększeniem syntezy NO w komórkach śródbłonka poprzez zwiększenie aktywności kanałów potasowych ATP-zależnych. Leczenie działa również korzystnie na hydrauliczny mechanizm utrzymywania wypełnienia ciał jamistych. Poprawę obserwuje się u 70% mężczyzn.
- leki pierwszego rzutu:
  - inhibitory fosfodiesterazy typu 5 – podczas podniecenia z zakończeń nerwowych w obrębie ciał jamistych prącia uwalnia się tlenek azotu (NO). Aktywuje on cyklazę guanylową, co w konsekwencji prowadzi do powstania cyklicznego monofosforanu guanozyny (cGMP) z guanozynotrifosforanu (GTP). cGMP odpowiedzialny jest za rozkurcz mięśni gładkich ciał jamistych i powoduje napływ krwi, a w konsekwencji erekcję. Cykliczny monofosforan guanozyny rozkładany jest do GMP pod wpływem fosfodiesterazy typu 5 (PDE5). Inhibitory PDE5 selektywnie i odwracalnie blokują ten enzym, powodując opóźnienie rozkładu drugiego przekaźnika, a tym samym utrzymywanie się stężenia cGMP na wysokim poziomie. Leki z tej grupy działają tylko przy obecności stymulacji seksualnej.
    - inhibitory I generacji – cechują się krótkim czasem działania (do 6 godzin) i możliwą interakcją z pokarmem bogatotłuszczowym. Przykładem jest sildenafil, wardenafil i awanafil. Ostatni z wymienionych preparatów – awanafil[11] – jest stosunkowo nowym lekiem, silnie wybiórczym w odniesieniu do PDE5. Odznacza się szybkim wchłanianiem – stężenie maksymalne osiągane po 30-40 min, powodując erekcję wystarczającą do penetracji już po 15-20 min. Działanie leku utrzymuje się do 6 godz. Jego wysoka selektywność obniża ryzyko wystąpienia działań niepożądanych, a ostatecznie substancja jest bezpiecznie wydalana głównie wraz z kałem.
    - inhibitory II generacji – cechują się długim czasem działania i brakiem interakcji z pokarmem bogatym w tłuszcze. Jedynym przedstawicielem tej grupy jest tadalafil[12]. Charakteryzuje się on znacznie dłuższym czasem działania w porównaniu z popularnym sildenafilem. Maksymalne stężenie leku występuje we krwi po upływie 2 godz., a okres półtrwania wynosi 17,5 godz. Oznacza to, że pacjenci dysponują dłuższym czasem na podjęcie próby współżycia seksualnego.

  - apomorfinę – będącą agonistą postsynaptycznych receptorów dopaminergicznych D1 i D2, zlokalizowanych głównie w jądrze przykomorowym podwzgórza. Receptory te są zakończeniami neuronów oksytocynergicznych, a podawanie apomorfiny aktywuje je, co uruchamia odpowiednie mechanizmy na obwodzie, prowadząc do erekcji. Stosowanie jej przynosi poprawę erekcji o około 15% u pacjentów z niewielkimi zaburzeniami. Do działania leku praktycznie nie jest potrzebna stymulacja seksualna.
- leki drugiego rzutu:
  - iniekcje do ciał jamistych – w tym celu wykorzystuje się papawerynę, fentolaminę lub fenoksybenzaminę, a także syntetyczną prostacyklinę PGE1 (alprostadyl). Metoda ta polega na wstrzykiwaniu do ciał jamistych (np. za pomocą penu) leku, który na drodze hamowania receptorów adrenergicznych alfa-1 w tkankach prącia oraz rozkurczania mięśniówki gładkiej ciał jamistych powoduje uzyskanie erekcji. Stosuje się ją rzadziej z powodu kłopotliwej formy podania oraz możliwych powikłań (priapizm, zwłóknienie ciał jamistych i krwiaki. w miejscu wstrzyknięcia).
  - metodę MUSE (z ang. medical uretheral system for erection) – stanowi rozwinięcie powyższego sposobu leczenia ED. Polega na aplikowaniu alprostadylu bezpośrednio do cewki moczowej, gdzie lek zostaje wchłonięty przez błonę śluzową i przenika do ciał jamistych, powodując erekcję na drodze zmniejszenia odpływu krwi żylnej i zwiększenia dopływu krwi tętniczej do ciał jamistych. Również jest kłopotliwa w podaniu i niesie ryzyko uszkodzenia cewki moczowej.
  - środki pochodzenia naturalnego – substancje pochodzenia roślinnego (wyciąg z owocu cytryńca chińskiego, z drewna, owocu z palmy Sabal) oraz bazujące na cynku. Leki te nie powodują jednorazowej poprawy erekcji, ale mogą być skuteczne w długoterminowej terapii jako preparaty wspomagające leczenie podstawowe.

### Leczenie zabiegowe
U mężczyzn, u których problem z uzyskaniem lub utrzymaniem erekcji ma etiologię naczyniową, możliwe jest leczenie metodą fali uderzeniowej ESWT. W trakcie zabiegu falą uderzeniową efekt terapeutyczny uzyskiwany jest poprzez poddanie ciał jamistych prącia działaniu fal dźwiękowych o określonej częstotliwości i natężeniu. Stosowane w trakcie zabiegu fale stymulują proces angiogenezy (tworzenia nowych naczyń krwionośnych), co skutkuje poprawą hemodynamiki w prąciu, a co za tym idzie poprawą jakości erekcji. Leczenie metodą fali uderzeniowej jest bezbolesne i bezinwazyjne, a dotychczasowe badania kliniczne wykazują, że metoda jest bezpieczna, cechuje się wysoką skutecznością i długotrwałym efektem terapeutycznym. U 82,5% pacjentów po terapii zaobserwowano znaczącą poprawę w wynikach testu IIEF-5 (z ang. International Index of Erectile Function 5 Edition). Metoda ESWT jest stosowana w wielu Europejskich placówkach medycznych, także w Polsce (Grodzisk Mazowiecki, Swarzędz).
Ostatnią linią terapii zaburzeń potencji jest implantacja protezy prącia. Jest to metoda najbardziej inwazyjna, ale jednocześnie najbardziej skuteczna – daje najwyższy współczynnik satysfakcji pacjenta, na poziomie 92–100% (EAU Guidelines 2016). W Polsce stosuje się protezy hydrauliczne trzyczęściowe – typu ZSI 475 szwajcarskiej firmy Zephyr. Metodę tę stosują nieliczne, wyspecjalizowane ośrodki urologiczne zajmujące się implantami urologicznymi, na przykład Szpital Specjalistyczny w Puławach.

### Aparaty próżniowe
W przypadku przeciwwskazań do zastosowania leczenia farmakologicznego relatywnie skuteczną oraz bezpieczną metodą leczenia jest wykorzystanie aparatów próżniowych. Pierwsza pompka została stworzona w roku 1874 przez amerykańskiego lekarza dr. Johna Kinga. Badanie R. Witherington wskazuje na skuteczność aparatów próżniowych na poziomie 92%. Price D.E i in. wykazali skuteczność leczenia wśród osób chorych na cukrzyce na poziomie 75%. Efektywność tej metody zależy od etiologii zaburzeń wzwodu oraz selekcji pacjentów biorących udział na badaniu.